# 門羅鎮區 (印第安納州艾倫縣)
門羅鎮區（英語：Monroe Township）是位於美國印地安納州艾倫縣的一個行政鎮區。

## 地方資料
根據2010年美國人口普查的數據，門羅鎮區的面積為64.06平方千米，當中陸地面積為64.06平方千米，而水域面積為0.00平方千米。當地共有人口1927人，而人口密度為每平方千米30.08人。